# 梅尔勒
梅尔勒（法語：Merles，法語發音：[mɛʁl]）是法国奥克西塔尼大区塔恩-加龙省的一个市镇，属于卡斯泰尔萨拉桑区。

## 地理
梅尔勒（44°3'29"N, 0°58'9"E）面积7.02 平方千米，位于法国奧克西塔尼大區塔恩-加龙省，该省份为法国西南部内陆省份，北起顺时针与洛特省、阿韦龙省、塔恩省、上加龙省、热尔省和洛特-加龙省接壤。
与梅尔勒接壤的市镇（或旧市镇、城区）包括：波姆维克、埃斯帕莱、马洛斯、勒潘、圣米歇尔、圣尼古拉-德拉格拉沃、瓦朗斯。

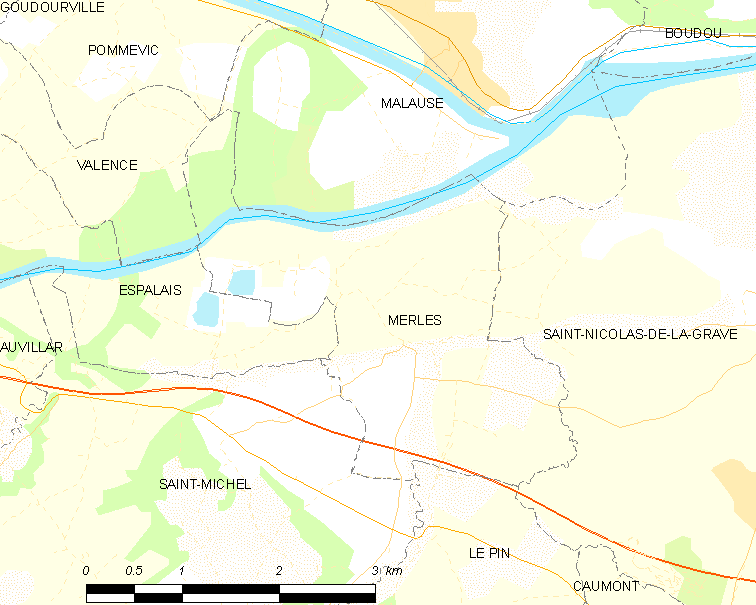
梅尔勒的OSM定位图

梅尔勒的时区为UTC+01:00、UTC+02:00（夏令时）。

## 行政
梅尔勒的邮政编码为82210，INSEE市镇编码为82109。

## 政治
梅尔勒所属的省级选区为加龙-洛马涅-布吕尤瓦县。

## 人口

1962-2008年间梅尔勒人口变化图示

梅尔勒于2022年1月1日时的人口数量为201人。